# تحلیل تناظر
تحلیل تناظر (انگلیسی: Correspondence analysis)یا میانگین متقابل یک تکنیک آماری چند متغیری است که توسط هرمان اوتو هارتلی پیشنهاد شد و بعدها توسط ژان‌پل بانژرسی توسعه داده شد. این موضوع به لحاظ مفهومی شبیه به آنالیز مولفه‌های اصلی است، اما به جای داده‌های پیوسته، با مطلق بکار می‌رود. در یک روش مشابه برای آنالیز مولفه‌های اصلی، ابزاری برای نمایش یاخلاصه کردن مجموعه‌ای از داده‌ها در شکل گرافیکی دو بعدی ارایه می‌شود. همه داده‌ها در همان مقیاس برای مرجع صدور CA در نظر گرفته می‌شوند، و در این روش به‌طور معادل ردیف‌ها و ستون‌ها را به‌طور معادل با هم مورد بررسی قرار می‌دهند. این مسئله به‌طور سنتی به جدول پیشایندی اعمال می‌شود - CA آزمون خی‌دوی پیرسون مربوط به این جدول را به عوامل متعامد تجزیه می‌کند. چون CA یک تکنیک توصیفی است، می‌تواند برای جداول به کار رود و مناسب بودن یا نبودن آمار {\displaystyle \chi ^{2}}را توصیف کند.

## جزئیات
مانند تحلیل مؤلفه‌های اصلی، آنالیز مولفه‌های متعامد برای هر مورد در یک جدول، مجموعه‌ای از امتیازها را ایجاد می‌کند. تحلیل تناظر در جدول احتمال، C، با اندازه {\displaystyle m\times n} انجام می‌شود که در آن m تعداد سطرها و n تعداد ستون‌ها است.

### پیش پردازش
از جدول C، یک مجموعه از وزن‌ها را برای ستون‌ها و ردیف‌ها (گاهی به نام توده‌ها) محاسبه می‌کنیم، که در آن وزن‌های ردیف به صورت زیر هستند:
{\displaystyle w_{m}={\frac {1}{n_{C}}}C\mathbf {1} }
و وزن‌های ستون به صورت زیرند:
{\displaystyle w_{n}={\frac {1}{n_{C}}}\mathbf {1} ^{T}C.}
که در آن {\displaystyle n_{C}=\sum _{i=1}^{n}\sum _{j=1}^{m}C_{ij}}تعداد کل مشاهدات است و {\displaystyle \mathbf {1} } بردار ستونی است که بعد مناسب دارند. سپس، یک جدول "S" را محاسبه کنید، که در آن 'C' با مجموع 'C' تقسیم می‌شود:
{\displaystyle S={\frac {1}{n_{C}}}C.}
در نهایت، یک جدول 'M' از '' S '' و وزن‌ها به صورت زیر است:
{\displaystyle M=S-w_{m}w_{n}.}

### تفسیر پیش پردازش
بردارهای {\displaystyle w_{m}}و {\displaystyle w_{n}}به ترتیب احتمالات حاشیه‌ای ردیف و ستون را می‌دهند در حالی که {\displaystyle S} توزیع احتمال مشترک ردیف‌ها وستون‌ها را بیان می‌کند و  {\displaystyle M} انحراف از استقلال را می‌دهد. این انحراف‌ها، به صورت توان دو یعنی مربع و به‌طور مناسب مقیاس بندی می‌شوند تا آزمون خی را روی C نشان دهند.

### اجزاء متعارف
سپس جدول M با تجزیه ارزش واحد منفرد تجزیه می‌شود که در آن بردارهای منحصر به فرد چپ و راست با وزن‌ها محدود می‌شوند. وزن‌ها، جداول مورب هستند:
{\displaystyle W_{m}=\operatorname {diag} \{1/w_{m}\}}
و
{\displaystyle W_{n}=\operatorname {diag} \{1/w_{n}\}}
که در آن اجزای قطری {\displaystyle W_{n}}، {\displaystyle 1/w_{n}}است و عناصر خارج از قطر همه ۰ هستند. سپس M از طریق تقسیم ارزش منحصربفرد عمومی تجزیه می‌شود:
{\displaystyle M=U\Sigma V^{*}\,}
جایی که {\displaystyle U^{*}W_{m}U=V^{*}W_{n}V=I.}

### نمرات فاکتور
نمرات فاکتور برای آیتم‌های ردیف جدول C به صورت زیر هستند:
{\displaystyle F_{m}=W_{m}U\Sigma }
و آیتم‌های ستونی به شکل زیرند:
{\displaystyle F_{n}=W_{n}V\Sigma }.

## برنامه‌های افزودنی و برنامه‌های کاربردی
انواع مختلفی از CA مانند تجزیه و تحلیل مکاتبات تعیین شده (انگلیسی: Detrended correspondence analysis) و تجزیه و تحلیل مکاتبات کاننیکال (انگلیسی: Canonical correspondence analysis) در دسترس هستند. گسترش تحلیل مکاتبه به بسیاری از متغیرهای مطلق، تحلیل مکاتبات چندگانه نامیده می‌شود. انطباق تجزیه و تحلیل مکاتبات به مسئله تبعیض بر مبنای متغیرهای کیفی (یعنی، معادل آنالیز افتراقی برای داده‌های کیفی) تحلیل همخوانی مبین یا آنالیز تشخیصی خطی نامیده می‌شود. در علوم اجتماعی، تجزیه و تحلیل مکاتبات، و به ویژه بسط چندگانه، از طریق یک جامعه‌شناس فرانسوی به نام پیر بوردیو در خارج از فرانسه شناخته شد.

## پیاده‌سازی
- سیستم تجسم داده اورنج شامل ماژول orngCA است.
- سیستم آماری R شامل بسته‌های: MASS, ade4، ca, vegan, ExPosition و FactoMineR است که تجزیه و تحلیل مکاتبات و تجزیه و تحلیل مکاتبات متعدد را انجام می‌دهند.